# Takeshi Abo
Takeshi Abo (阿保 剛?, Abo Takeshi; Prefettura di Iwate, 17 gennaio 1973) è un compositore giapponese di musiche per videogiochi.
È entrato nella 5pb. nel dicembre 2006.

## Discografia
- Chaos;Head
- Close to ~Inori no Oka
- Corpse Party: Blood Drive
- Corpse Party: Book of Shadows
- Famicom8BIT - momo-i
- Gokujyou Seitokai
- Iris ~Irisu~
- Mabino x Style
- Megadimension Neptunia VII
- Memories Off
- Memories Off 2nd
- Omoide ni Kawaru Kimi ~Memories Off~
- Memo Off Mix
- Memories Off ~Sorekara~
- Memories Off After Rain
- Memories Off#5 Togireta Film
- Memories Off 6: T-wave
- Monochrome
- Serie infinity
  - Never7 -the end of infinity-
  - Ever17 -the out of infinity-
  - Remember11 -the age of infinity-
  - 12RIVEN -the Ψcliminal of integral-
- My Merry May
- My Merry Maybe
- RYU-KOKU
- Separate Hearts
- Steins;Gate
- Steins;Gate 0
- Subete ga F ni naru
- Tentama series
- Your Memories Off ~Girl's Style~
- Yume no Tsubasa